# O.Torvald
O.Torvald (ukrainska: Оторвальд) är ett ukrainskt rockband som bildades 2005 i Poltava, Ukraina. Bandets debutalbum, O.Torvald, spelades in 2008. O.Torvald deltog i festivaler som GBOB, Chervona Ruta, Tavria-spel, Prosto Rock, Zakhid, Krashche Misto UA, Ekolomyja och Global Gathering. Bandet representerade Ukraina i Eurovision Song Contest 2017 i Kiev med låten "Time" som slutade på 24:e plats. 2018 flyttade gruppen till Polen.

## Medlemmar

### Nuvarande medlemmar
- Jevhen Halych – sång, gitarr (2005–nutid)
- Denys Myzyuk – gitarr, bakgrundssång (2005–nutid)
- Eugene Ilyin – bas (2017–nutid)
- Mykola Rayda – piano, DJ (2008–nutid)

### Tidigare medlemmar
- Oleksandr Nechyporenko
- Andriy Lytvynok
- Ihor Odaryuk
- Volodymyr Jakovlev
- Anastasia Sereda